# Lalande (Yonne)
Lalande ist eine französische Gemeinde mit 133 Einwohnern (Stand: 1. Januar 2022) im Département Yonne in der Region Bourgogne-Franche-Comté (bis 2015: Burgund). Die Gemeinde gehört zum Arrondissement Auxerre und zum Kanton Cœur de Puisaye (bis 2015: Kanton Toucy). Die Einwohner werden Lalandais genannt.

## Geografie
Lalande liegt in der Landschaft Puisaye, etwa 22 Kilometer westsüdwestlich von Auxerre. Umgeben wird Lalande von den Nachbargemeinden Moulins-sur-Ouanne im Norden und Nordosten, Leugny im Osten, Levis im Süden, Fontenoy im Süden und Südwesten sowie Fontaines im Westen und Nordwesten.

## Bevölkerungsentwicklung
| Jahr                      | 1962 | 1968 | 1975 | 1982 | 1990 | 1999 | 200 | 2013 |
| Einwohner                 | 179  | 132  | 97   | 106  | 107  | 93   | 133 | 133  |
| Quelle: Cassini und INSEE |      |      |      |      |      |      |     |      |

## Sehenswürdigkeiten

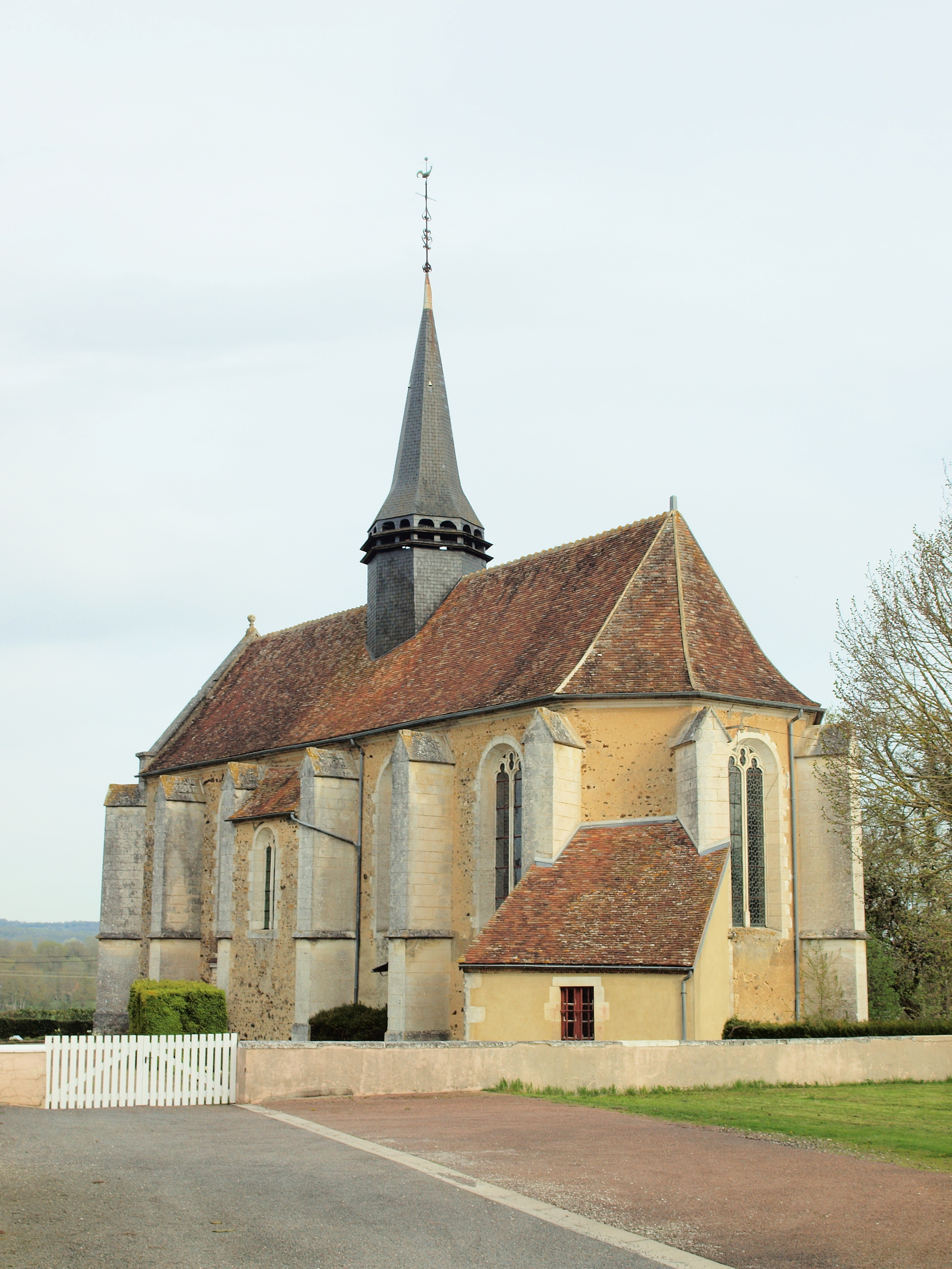
Kirche Saint-Jacques-et-Saint-Marcel
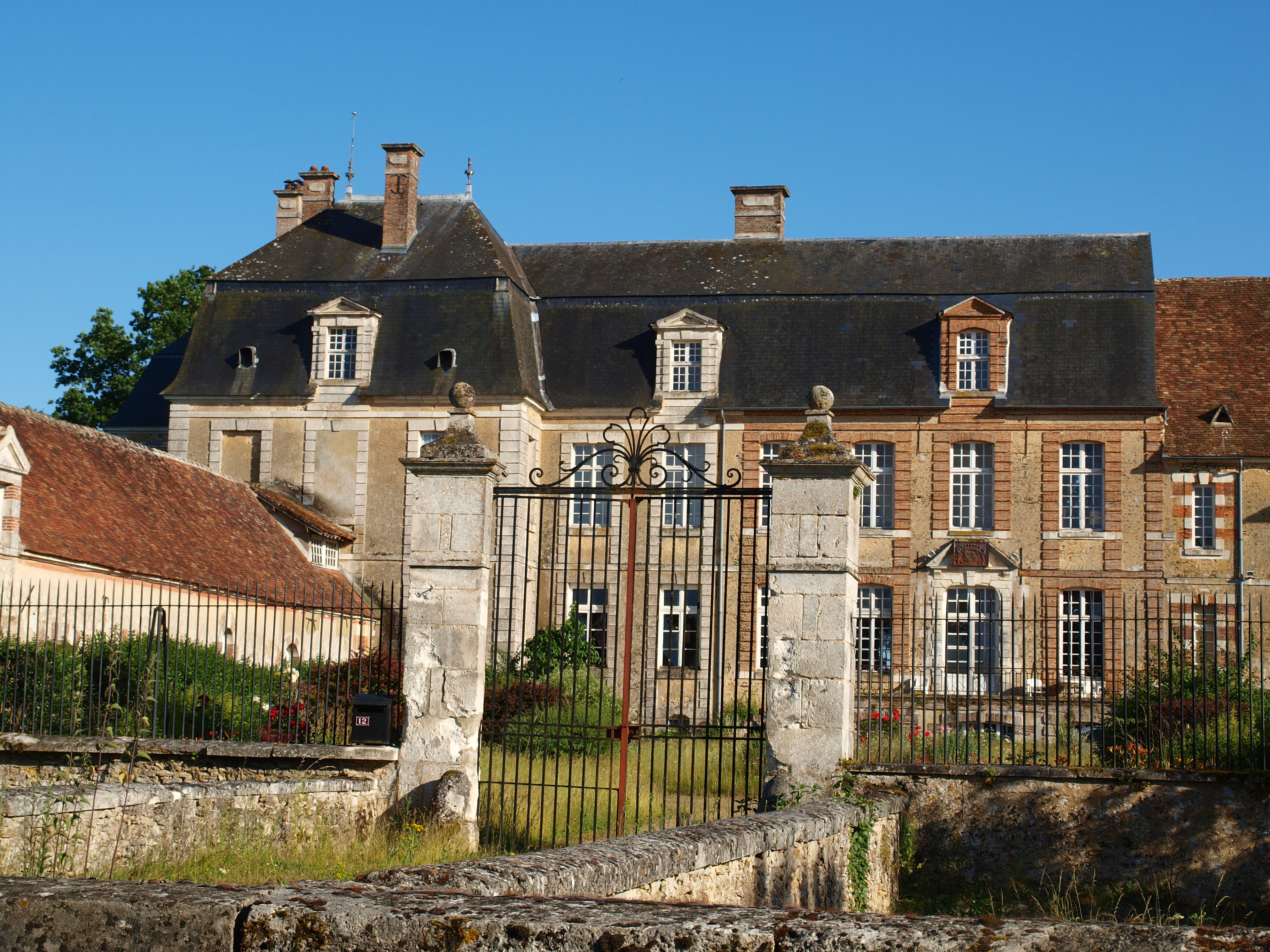
Schloss Lalande

- Kirche Saint-Jacques-et-Saint-Marcel
- Schloss Lalande